# Cantera Base 1939 Canarias
El Cantera Base 1939 Canarias, també conegut amb el nom de Club Baloncesto Canarias o Ciudad de La Laguna, és un club de bàsquet de San Cristóbal de La Laguna (Illes Canàries).
Va ser fundat l'any 1939 amb el nom de Club Baloncesto Canarias. L'actual CB 1939 Canarias va ser fundat el 1994. En 2013 es va convertir en societat anònima per poder disputar la ACB després de guanyar el campionat de la LEB Oro. El 30 d'abril de 2017 l'Iberostar Tenerife es va proclamar campió de la primera edició de la Basketball Champions League, en una final a quatre disputada a Tenerife, i va guanyar les edicions de 2017 i 2020 de la Copa Intercontinental de la FIBA.

## Patrocinadors
- Universidad Canarias Pepsi (1970–1975)
- Caja Rural Canarias (1975–1980)
- Cofisa Canarias (1982–1984)
- Lucky Canarias (1984–1985)
- CajaCanarias (1985–1991)
- AutoLaca Canarias (1995–1996)
- Bodegón Juanito Canarias (1996–1998)
- Canarias Yamaha (1998–1999)
- Ciudad de La Laguna (1999–2001)
- Organización Socas Canarias (2001–2010)
- Isla de Tenerife Canarias (2010–2011)
- Iberostar Canarias (2011–2012)[5]
- Iberostar Tenerife (2013–2021)
- Lenovo Tenerife (2021–present)

## Equips canaris a la màxima categoria
| Equip                                   | Temporades | Categoria | Any de fundació | Municipi                   | Illa         |
| --------------------------------------- | ---------- | --------- | --------------- | -------------------------- | ------------ |
| Club Baloncesto Gran Canaria            | 32         | Masculina | 1963            | Las Palmas de Gran Canaria | Gran Canaria |
| Club Baloncesto Canarias                | 19         | Masculina | 1939            | San Cristóbal de La Laguna | Tenerife     |
| Real Club Náutico de Tenerife           | 11         | Masculina | 1952            | Santa Cruz de Tenerife     | Tenerife     |
| Tenerife Club de Baloncesto             | 2          | Masculina | 1996            | San Cristóbal de La Laguna | Tenerife     |
| Tenerife Amigos del Baloncesto          | 2          | Masculina | 1986            | Santa Cruz de Tenerife     | Tenerife     |
| Club Baloncesto Islas Canarias          | 31         | Femenina  | 1980            | Las Palmas de Gran Canaria | Gran Canària |
| Club Baloncesto Isla de Tenerife Aguere | 12         | Femenina  | 1985            | San Cristóbal de La Laguna | Tenerife     |
| Club Baloncesto Uni Tenerife            | 3          | Femenina  | 2003            | Santa Cruz de Tenerife     | Tenerife     |
| Club Baloncesto Tenerife Krystal        | 3          | Femenina  | 1971            | Santa Cruz de Tenerife     | Tenerife     |